# ケルン大聖堂
座標: 北緯50度56分29秒 東経06度57分29秒 / 北緯50.94139度 東経6.95806度

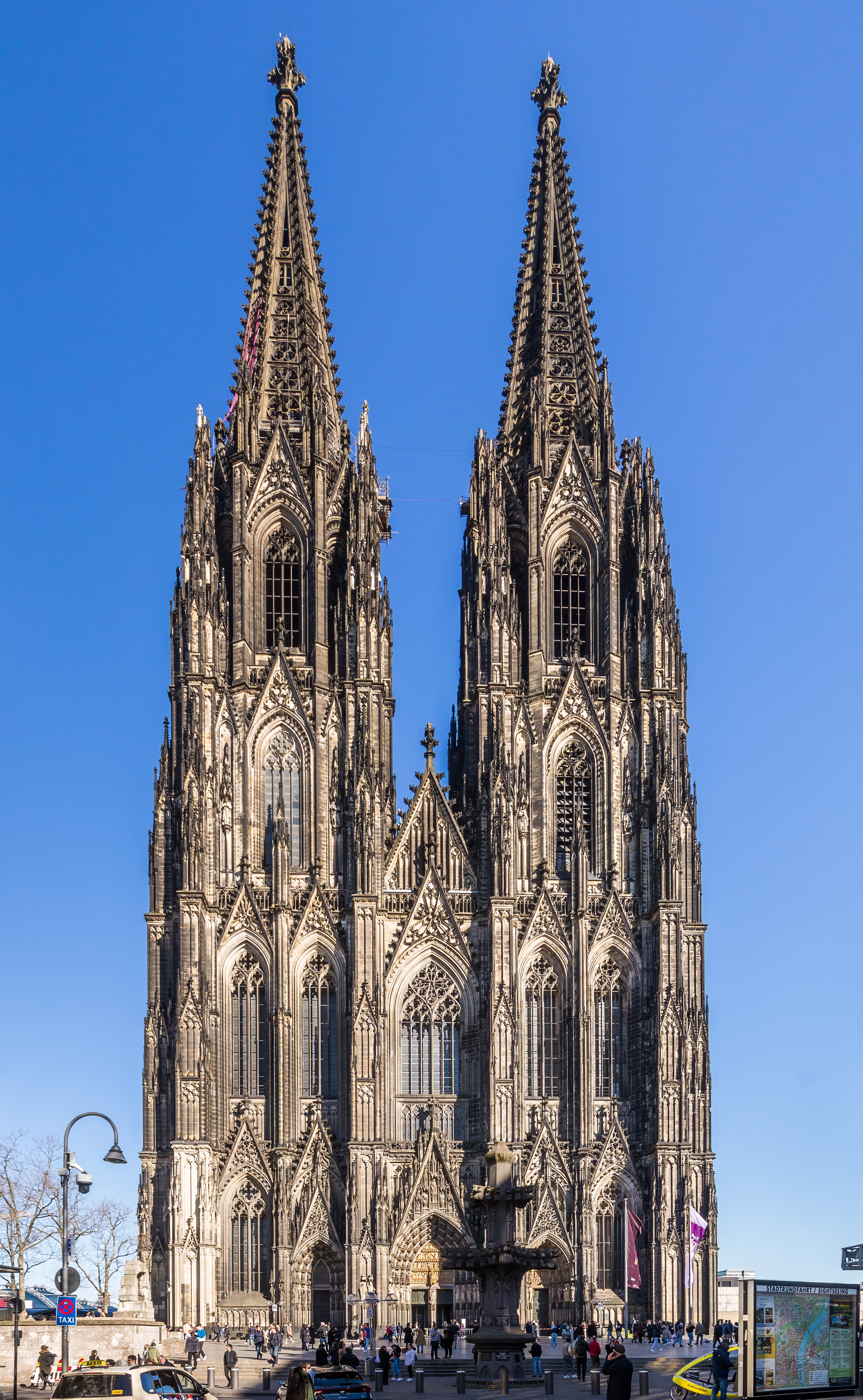
正面外観

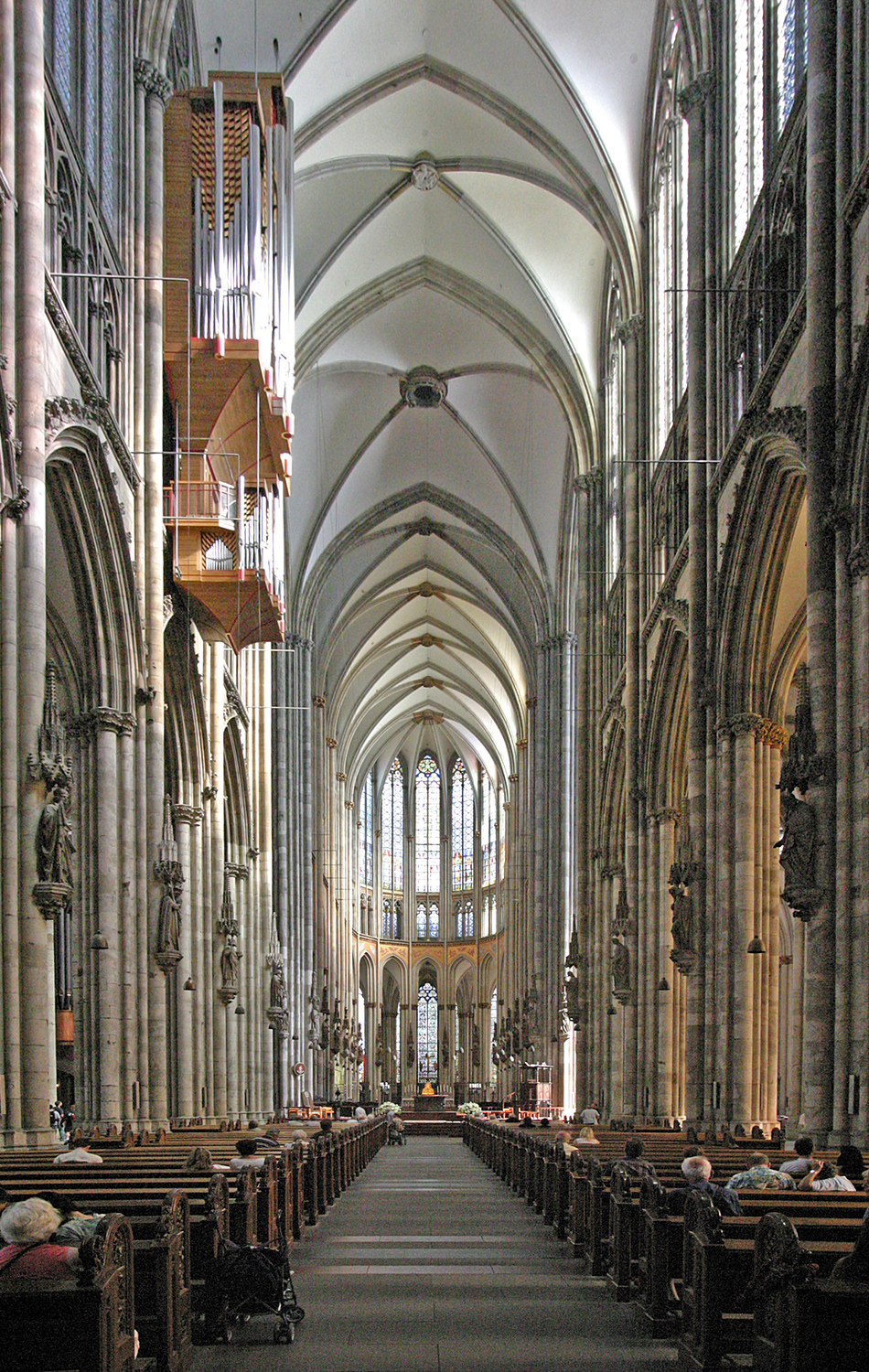
内観

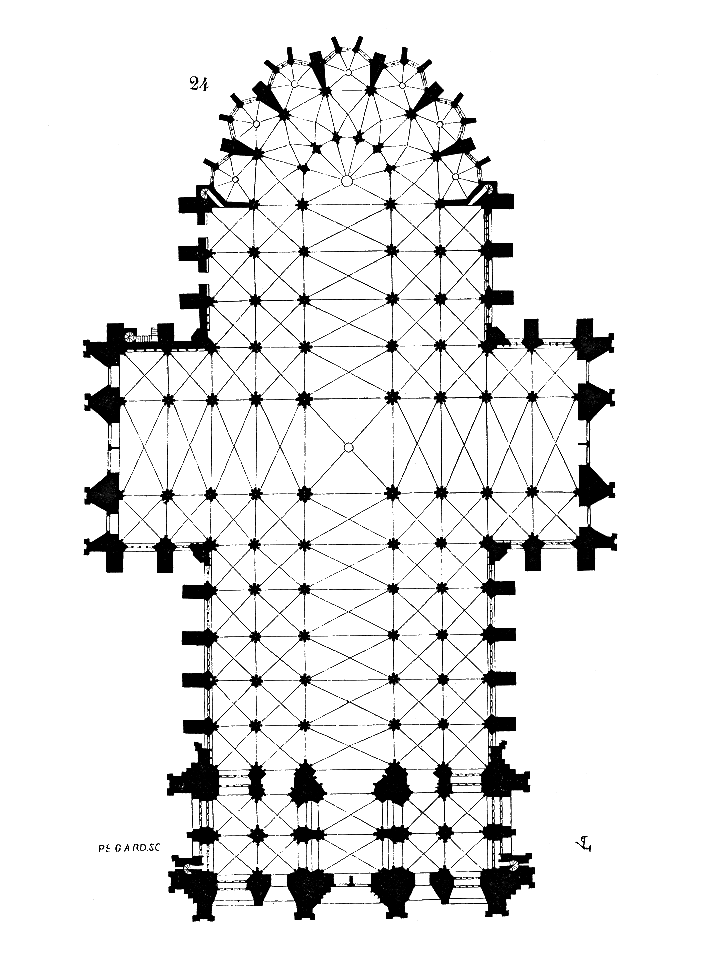
平面図

ケルン大聖堂（ケルンだいせいどう、独: Kölner Dom）は、ドイツのケルンにあるゴシック様式の大聖堂。正式名称はザンクト・ペーター・ウント・マリア大聖堂（Dom St. Peter und Maria。聖ペトロとマリア大聖堂の意）。ゴシック様式の建築物としては世界最大であり、ローマ・カトリック教会のミサが行われている。大聖堂の維持管理はおもにケルン大聖堂中央建築協会が担っている。

## 歴史
現存の大聖堂は3代目で、初代が完成したのは4世紀のことであった。正方形の建物で、もっとも古い聖堂として知られていた。　
2代目は818年に完成し、12世紀後半に東方三博士の聖遺物が置かれたことで多くの巡礼者を集めて、ケルンの発展に貢献したが、1248年4月30日に火災で焼失した。その年の8月15日に礎石が据えられて3代目の建設が始まったが、16世紀に入って宗教改革を発端とした財政難のため工事が途絶し、正面のファサードの塔がひとつしかない状態が続いた。建設が再開されるのは19世紀に入ってからだった。
ナポレオン戦争の影響によりドイツでナショナリズムが高揚する中、中世ドイツに自民族の伝統を探し求める動きが強まった。建築ではゴシック・リヴァイヴァルの潮流が強まり、建設途中であったケルン大聖堂に注目が集まったため、1842年に建設が再開され、もうひとつの塔の完成が急がれた。すべてが完成したのは建設開始から600年以上が経過した1880年のことである。同年8月14日にはドイツ皇帝ヴィルヘルム1世臨席の下、国家行事として完成祝賀式典が催された。高さ157メートルの大聖堂はアメリカのワシントン記念塔（高さ169メートル）が完成する1884年まで建築物としては世界一の高さを誇った。「皇帝の鐘」と称される鐘が南塔にとりつけられたが、第一次世界大戦の際に接収され、溶かして武器の生産にあてられてしまった。
大聖堂は第二次世界大戦時のケルン市に対する英米軍の空襲で14発の直撃弾を受けた。内部は激しく破壊されたものの全体は崩れなかったため、1956年まで復旧工事が行われ、元の状態に復元された。この際に周囲の廃墟から再利用した粗悪なレンガで復旧された部分が残っていたが、1990年代に入り空襲前の外観に戻す作業が始まっている。また、修復の一環として破損したステンドグラスの一部がゲルハルト・リヒターによる近代的なモザイク風の市松模様のものに置き換えられたが、これについてはいまだに賛否両論がある。
1996年、ユネスコの世界遺産（文化遺産）に登録されたものの、周辺の高層建築物計画による景観破壊の危機にさらされた。2004年には危機遺産に指定されたが、大聖堂の周囲に高さ規制を敷くなど市当局の懸命な努力により2006年をもって解除された。
2005年8月18日にはローマ教皇ベネディクト16世が自ら大聖堂を訪問している。
2015年12月31日には大聖堂前広場でアラブ人・北アフリカ人によってケルン大晦日集団性暴行事件が引き起こされた。
なお、漫画家水木しげるは「コローンの悪魔」と題する妖怪譚において、ケルン大聖堂の設計図を描いた建築家は、その際に悪魔の助けをかりた。代わりに悪魔に自分の魂を譲り渡す約束であったが、十字架を悪魔の「鼻さきにつきつけ」、悪魔を退散させる。怒った悪魔が呪いをかけたために、彼の名前は知られることがなかったとしている。

## 建築様式
1248年、カロリング朝のケルン大聖堂が大火で焼失したあと、すぐに新大聖堂の定礎が行われた。建築構想は、それまでアミアン、パリ、ボーヴェなどの大聖堂を見て回り、ゴシックの技術と造形を学んできたゲルハルト・フォン・ライル（Gerhard von Rile）という工匠が行った。彼が集めた各地のゴシック建築の記録は、当時、同時代のフランス人建築家ヴィラール・ド・オンヌクールの画帖に匹敵するものといわれてきたが、現存していない。
石工出身のゲルハルトはその深い知識と観察に基づき、アミアン大聖堂から半円形平面に放射状祭室の設けられた内陣を、ブールジュやトロワの大聖堂から五廊式の平面構成を、そしてサン・ドニの会堂からトリフォリウムの形状を取り入れるなど、新しい大聖堂にフランス・ゴシックの成果を応用した。このように、主要な構造技術はほとんどフランスのゴシック建築に学んだものである。アミアン大聖堂を模範として機械的なまでに徹底された正確なレヨナン芸術（建築材料のもつ物質性を取り去り、より上品で優雅な超越的な空間の様式を持つ芸術）を追求した。
ところが大聖堂の工事は遅々として進まず、内陣が完成するのは14世紀に入り、1322年のことであった。ほかの大聖堂と異なり、この工事においては当初の計画がほぼ継続されており、それゆえゲルハルトの建築観がそのまま実現されることになる。しかし、西側ファサードの塔が完成するのは、前の建築物が焼失してから600年程も経過した19世紀、ゴシック・リバイバルの時代になってからであった。
ケルン大聖堂は、平面や様式などの点においてアミアン大聖堂を模範として作られており、それは中央の身廊の縦と横の長さの割合が近似的であることなどからも見て取ることができる。また平面的には、ゴシック建築によくある身廊と翼廊が交差した十字架の形をしており、脇には2つの通路が作られ、東奥には回廊が作られている。通路には「シュヴェ」と呼ばれる7つのチャペルが放射状に突き出している。立面的には、ウルム大聖堂やシュテファン大聖堂などのようにドイツ的な性質を持つ、大きく突き出た尖塔がそびえ立っているのが特徴的である。
大聖堂においては、礼拝や聖歌隊の聖歌奉献が行われる「クワイヤ」と呼ばれる場所が重要とされる。中世においてクワイヤは装飾が重視されるようになり、細かい部分の機能性が失われていった。このことはフランス式の非常に高いアーケードの配置の仕方や、窓からの光で照らされる精巧で上品なトリフォリウムの回廊、それらの窓の上部に施された上品なトレーサリー模様に見受けられる。クワイヤには豪華な調度品が多数置かれ、身廊からは装飾された木で仕切られていた。
側壁の高所にはクリアストリーと呼ばれる採光用の高窓が並び、低い部分には装飾の多いステンドグラスがはめこまれ、その下にはトリフォリウムと呼ばれる丸いアーチの段があり、全体は高い柱心で結合されている。アーチ型屋根は4つの部分から構成されている。回廊の窓には19世紀に寄進された無数のステンドグラスが飾られているが、中でもバイエルン王ルードウィヒ1世が奉納した「バイエルンの窓」と呼ばれる5枚のステンドグラスが有名である。そのうちのひとつには、新約聖書を記したマタイ、マルコ、ルカ、ヨハネの4人が福音書を記した順に左窓から並ぶものなどもあり、その当時のドイツ画家の芸術性の高さを象徴している。19世紀までは、聖堂への入り口に聖クリストファーの大きな石像が置かれていた。

### ゲルハルト・リヒターのステンドグラス

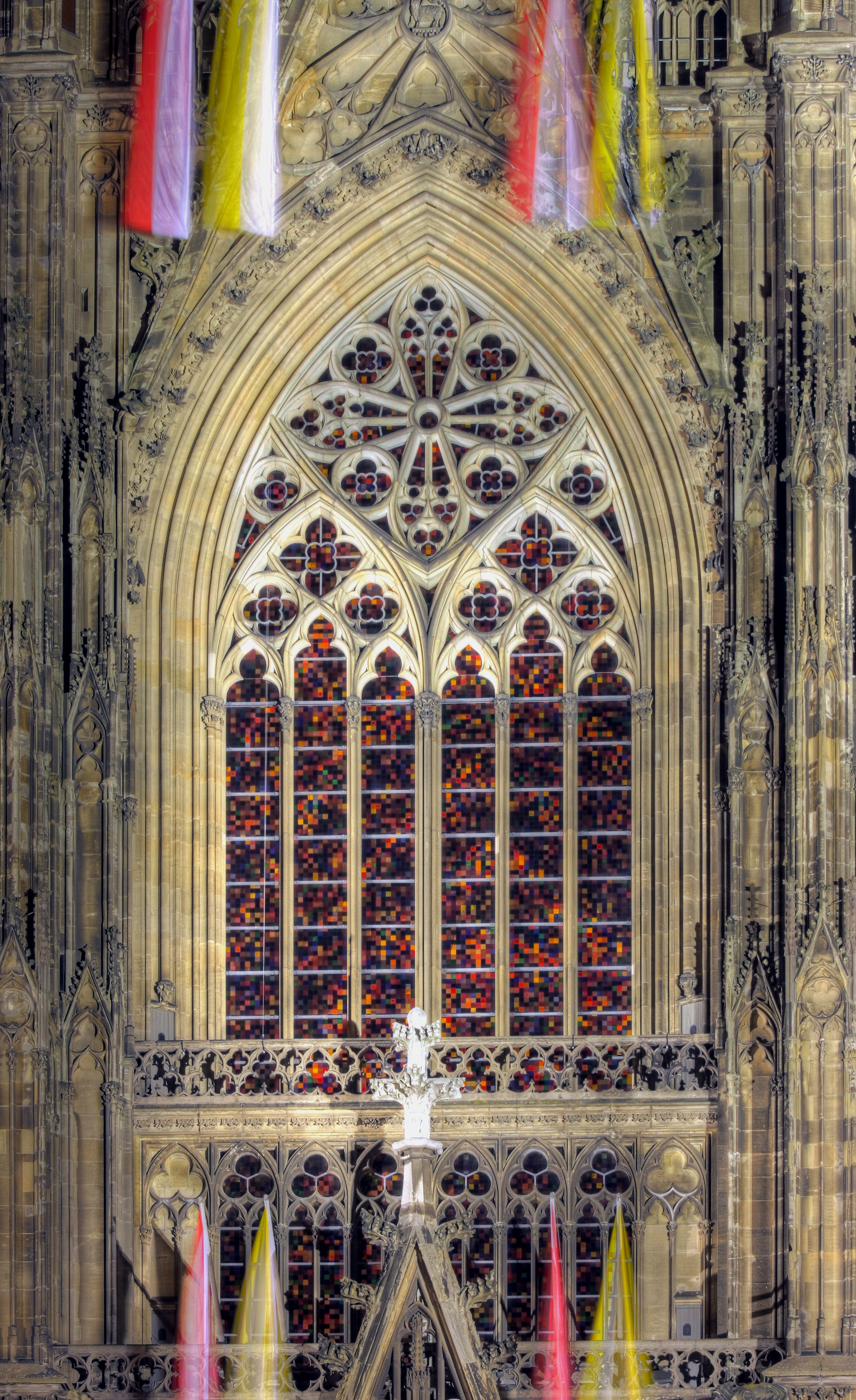
ゲルハルト・リヒターのステンドグラス（夜間に撮影）

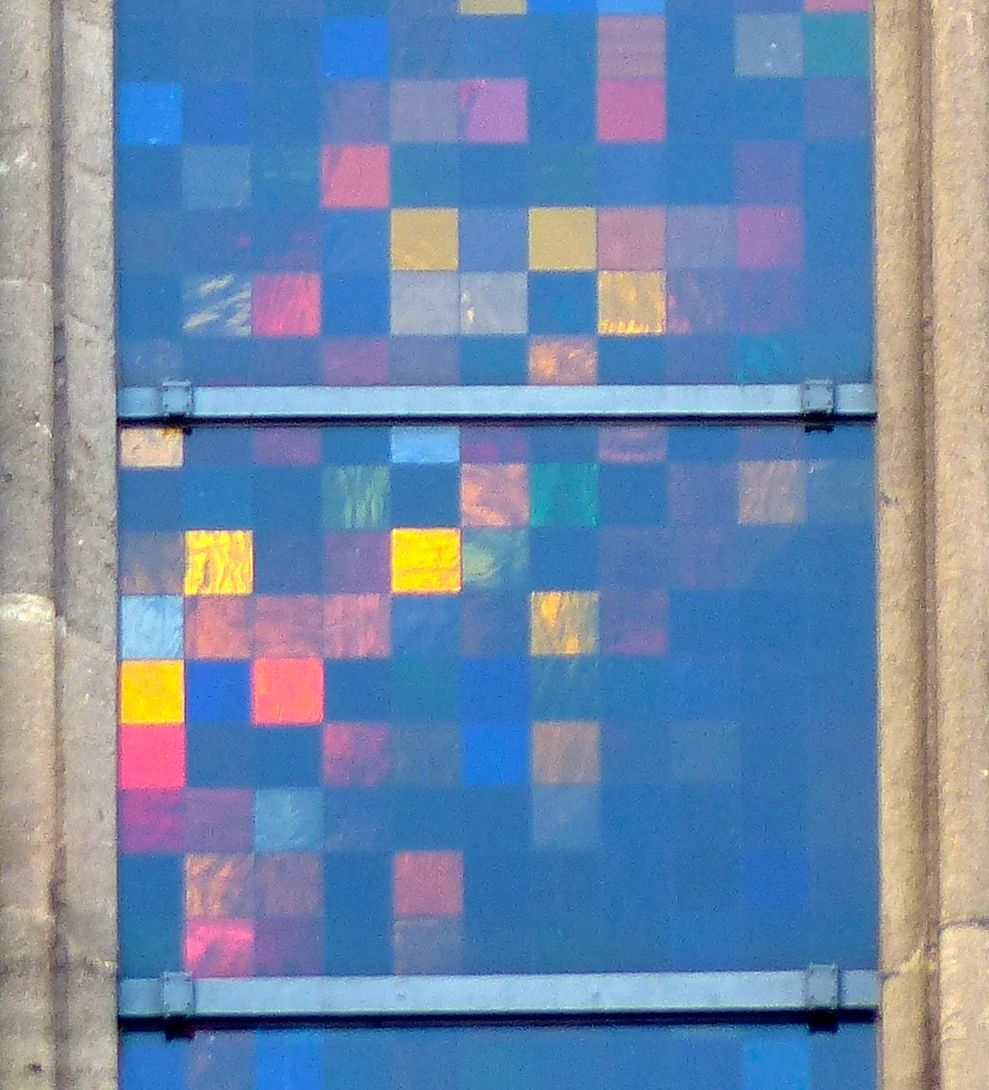
ゲルハルト・リヒターのステンドグラス（詳細）

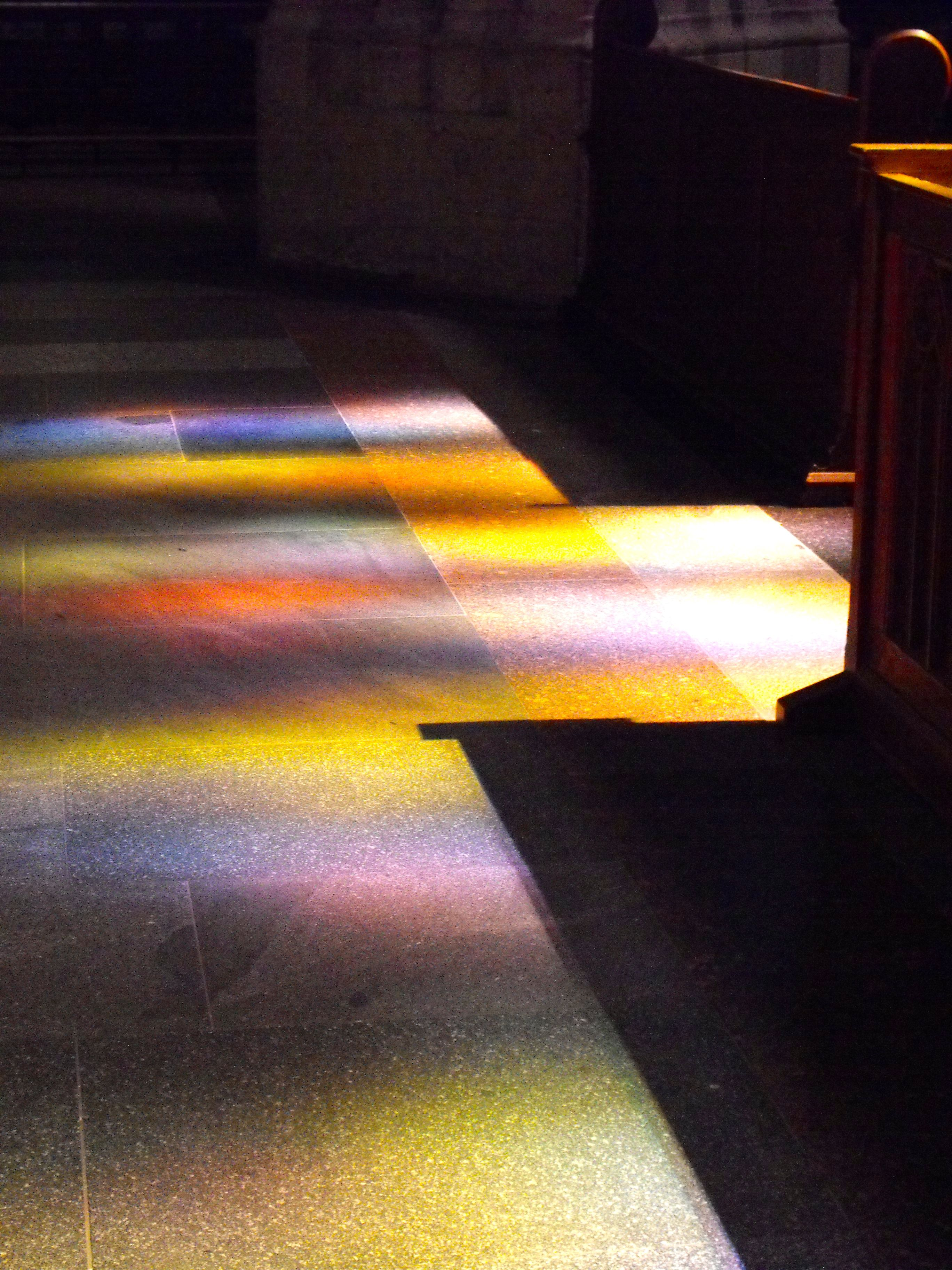
ゲルハルト・リヒターのステンドグラスを透過した光の効果

大聖堂南側の窓には、2007年8月26日からドイツの芸術家ゲルハルト・リヒターのデザインによるステンドグラスがはめ込まれている。第二次世界大戦中の爆撃で大聖堂南側の窓が破壊されると、ヴィルヘルム・トイヴェン（Wilhelm Teuwen）がデザインした窓が取りつけられたが、窓を透過する光が眩しすぎ、機能的に不十分だと考えられた。ケルン大聖堂中央建築協会は総会で新たなステンドグラスのデザインを20世紀のカトリック殉教者の具象的な肖像とすることを決めた。リヒターは2001年にこの仕事を引き受けると、最初に国家社会主義の犠牲者の処刑シーンを映した写真をもとにした2つのデザイン案を提案した。しかし、すぐにリヒターはこのきわめて残酷なシーンはモチーフとして不適切で、ほかの歴史的なモチーフは時代にそぐわないと考え始めた。
リヒターが新たに提案したデザインは、中世の幾何学的・抽象的な模様と、彼自身が考案した幾何学的な構成とを組み合わせたものであった。新たな窓は、それぞれが9.6平方センチメートルの正方形のガラス1万1,500枚からなり、複雑な格子模様になっている。リヒターは、ガラスの色を大聖堂に残る中世のガラスにも使われている72色に限ることで、新しい窓を教会の内装の配色に調和させようと考えた。ステンドグラスの各部分は伝統的には鉛の桟で仕切られていたが、環境負荷を考慮して幅2ミリあまりの黒のシリコーンに置き換えられている。
色の配置はMike Karstensが開発したコンピューターの乱数発生プログラムによりランダムに決定された。この配置はランダムかつ最大限の無秩序を生み出すために慎重に決められている。それゆえ壮大かつ色とりどりな印象を与えるが、同時に厳格な格子模様がカラフルな混沌に高度な調和を与えている。この色配置の法則は、リヒターが1966年から1974年にかけて制作したカラーチャートに基づく初期のパネル絵にさかのぼる。
彼のデザインは、特にケルンの聖職者たちの間で論争の的となった。反対派は、あまりに現代的・抽象的で大聖堂には合わないとして、より具象的でストーリー性のあるデザインを要望した。しかし、伝統的には窓のステンドグラスに必ずしも具象的な描写をすべきものではなかった。
実際、ケルン大聖堂には19世紀または20世紀に制作された窓のほかに、1260年から1562年にかけて制作されたステンドグラス窓が43面ある。これらは計4,100枚のガラスからなり、そのうち1,500枚が具象的なモチーフを表現しているが、残りは程度の差こそあれ装飾的なものであり、植物をモチーフにしたものや抽象的で幾何学的なパターンを用いたものもある。
また注目すべきは内陣の南と北の3つの採光窓で、これらの窓の頂点近くにはリヒターのデザインによく似た小さな四角形からなる格子模様の丸窓があしらわれている。これは1300年ごろに制作されたものだが、リヒターはこの窓に気付いていなかったという。
リヒターのデザインした窓について、2006年にケルン大聖堂主席司祭Norbert Feldhoffは「生命を吹き込み、活気付け、瞑想を促進し、わたしたちに宗教を受容する空気を作る」と述べている。

### 主要寸法
- 全長：144.58メートル、幅：86.25メートル
- 南塔の高さ：157.31メートル、北塔の高さ：157.38メートル
- 建築面積：7,914m²

## 維持、管理
ケルン大聖堂の維持管理費用は年間約1,000万ユーロにも達する莫大なものである。この維持管理費用の約60%をケルン大聖堂中央建築協会が負担し、残りをドイツ連邦政府と地元州、教会が負担している。ケルン大聖堂中央建築協会は、ローマ・カトリック教会ケルン大司教区には属さない超党派・超教派の独立組織である。大きな補修工事が発生した場合も費用の大半はケルン大聖堂中央建築協会が負担するため、カトリック教会の負担は大きくない。したがって、現在のケルン大聖堂は公共建築物としての性格が強い。
ケルン大聖堂中央建築協会は、もともと大聖堂を建設するための公法人として1840年にプロイセン王 フリードリヒ・ヴィルヘルム4世 の勅許を得て設立された。1842年から1880年にかけて、ケルン大聖堂中央建築協会は大聖堂建築費用の約75%にあたる約6,500万ターラー（2,000万金マルク、現在の貨幣価値で11億ユーロ相当）を負担した。プロイセン王国がラインラント地方を併合するとケルンは世俗化され、ケルン大聖堂の管理もローマ・カトリック教会ケルン大司教区からプロイセン王国に移行した。ケルン大聖堂の建築再開もプロイセン王の裁可によって行われており、ケルン大聖堂はプロイセンによるドイツ統一を象徴する建物に変化した。ケルン大聖堂中央建築協会に関する政令は、現在のドイツにおいても有効であり、ケルン大聖堂に関するプロイセン王国の役割をドイツ連邦政府が引き継いでいる。

## 世界遺産

### 登録基準
この世界遺産は世界遺産登録基準のうち、以下の条件を満たし、登録された（以下の基準は世界遺産センター公表の登録基準からの翻訳、引用である）。
- (1) 人類の創造的才能を表現する傑作。
- (2) ある期間を通じてまたはある文化圏において、建築、技術、記念碑的芸術、都市計画、景観デザインの発展に関し、人類の価値の重要な交流を示すもの。
- (3) 現存するまたは消滅した文化的伝統または文明の、唯一のまたは少なくとも稀な証拠。

## アクセス

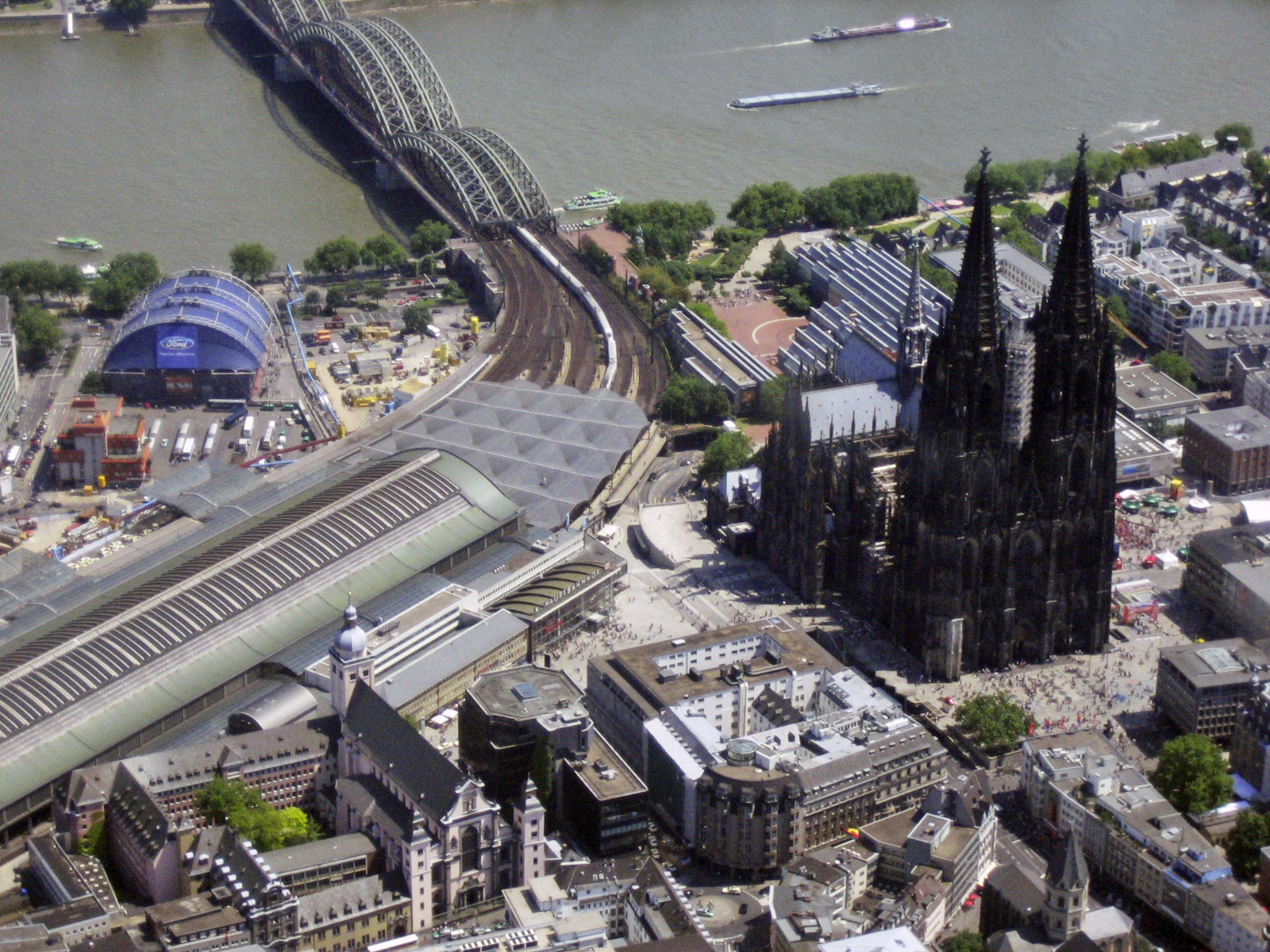
ケルン中央駅と大聖堂

ドイツ鉄道のケルン中央駅前にある。列車でケルンに近づく際に車窓から見えるケルン大聖堂は壮観。また、同駅での列車停車中に聖堂を仰ぎ見ると、近すぎるのと駅に屋根があるのとで聖堂上部が見えず、聖堂下部の威容を間近にして、その巨大さを実感することができる。

## ギャラリー

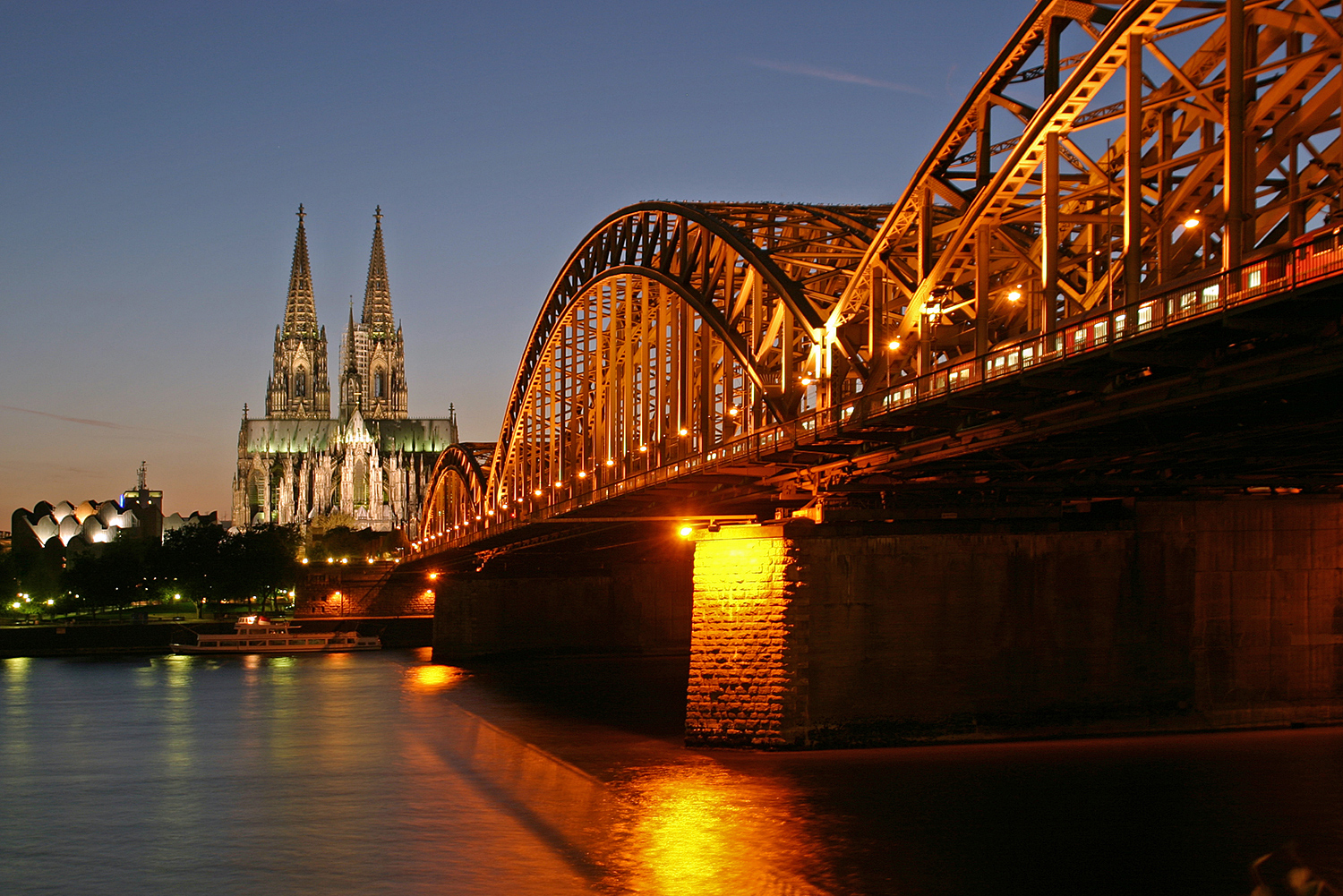
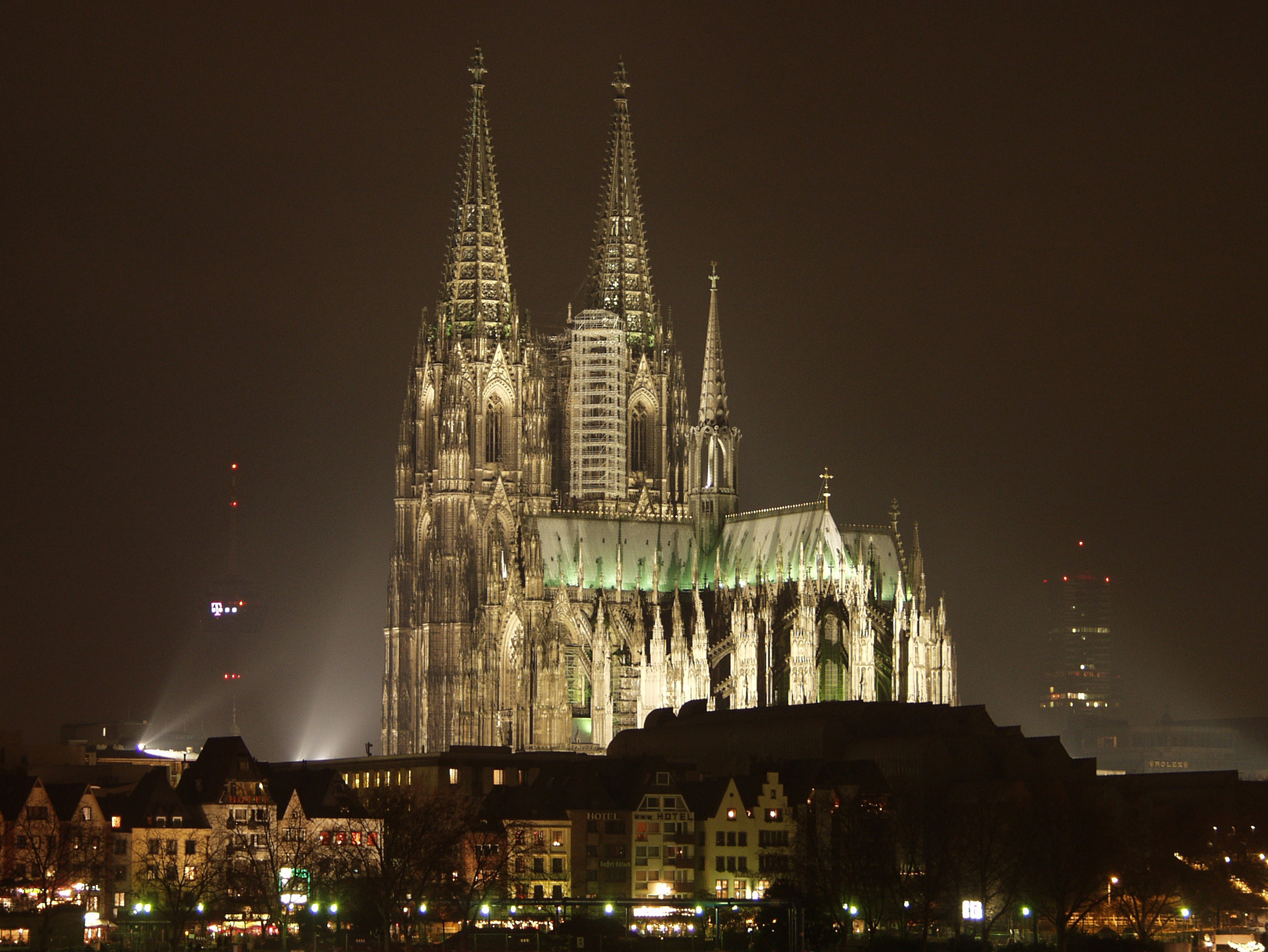
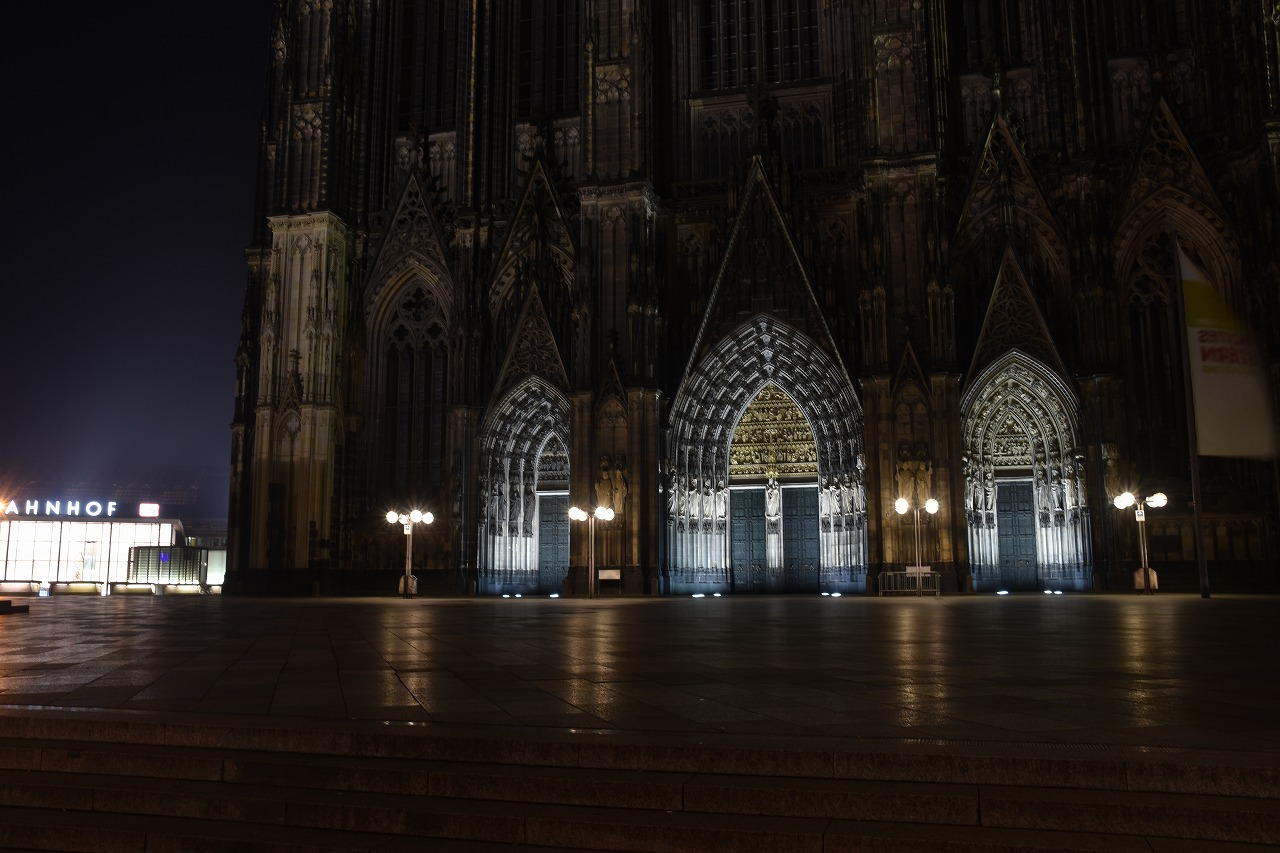
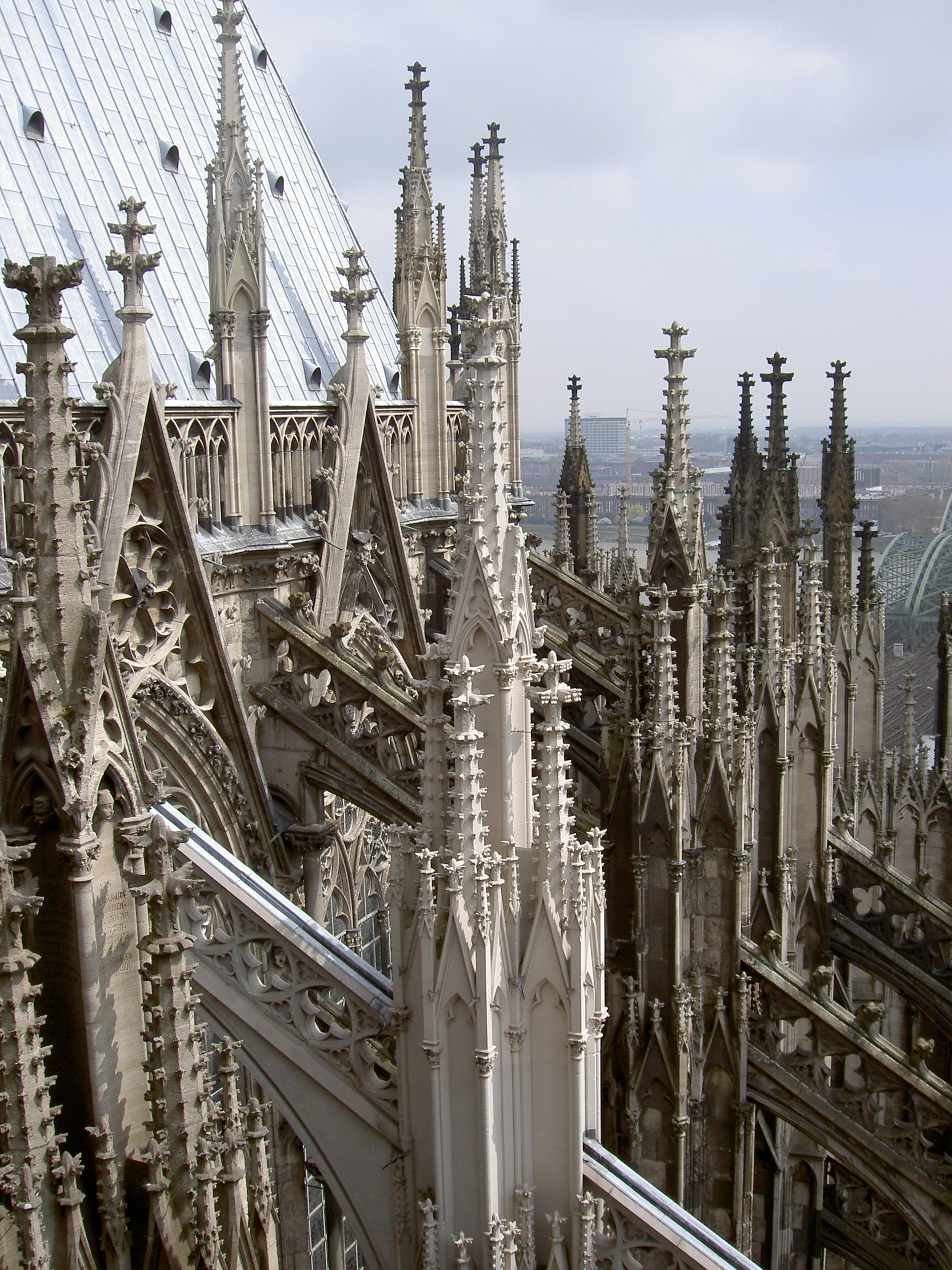

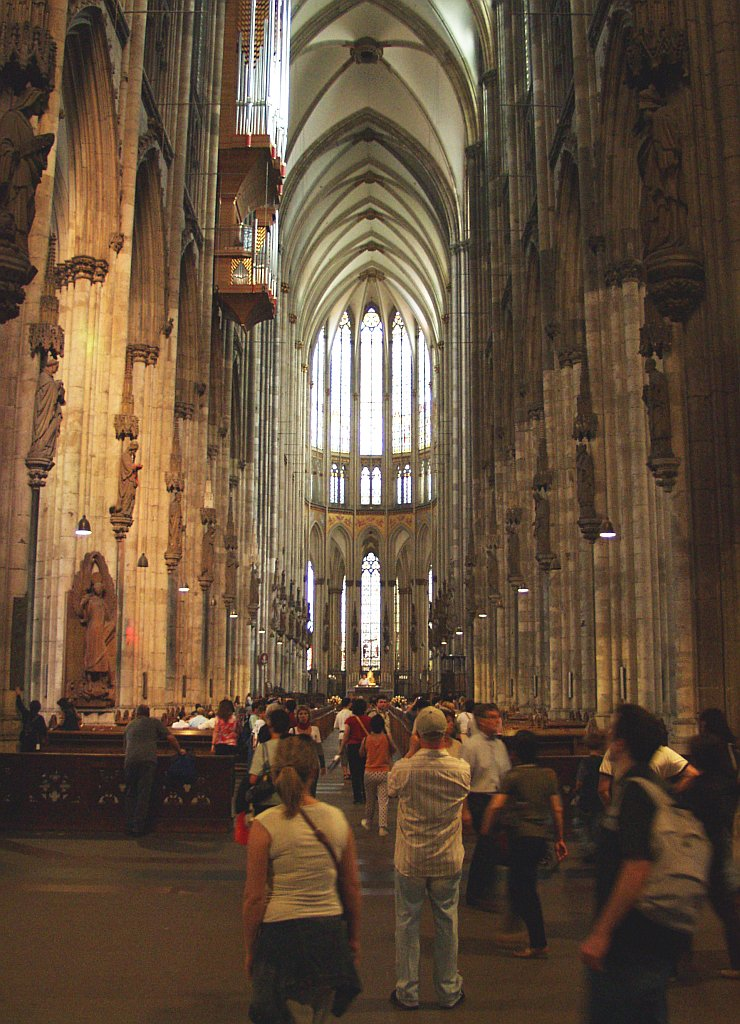
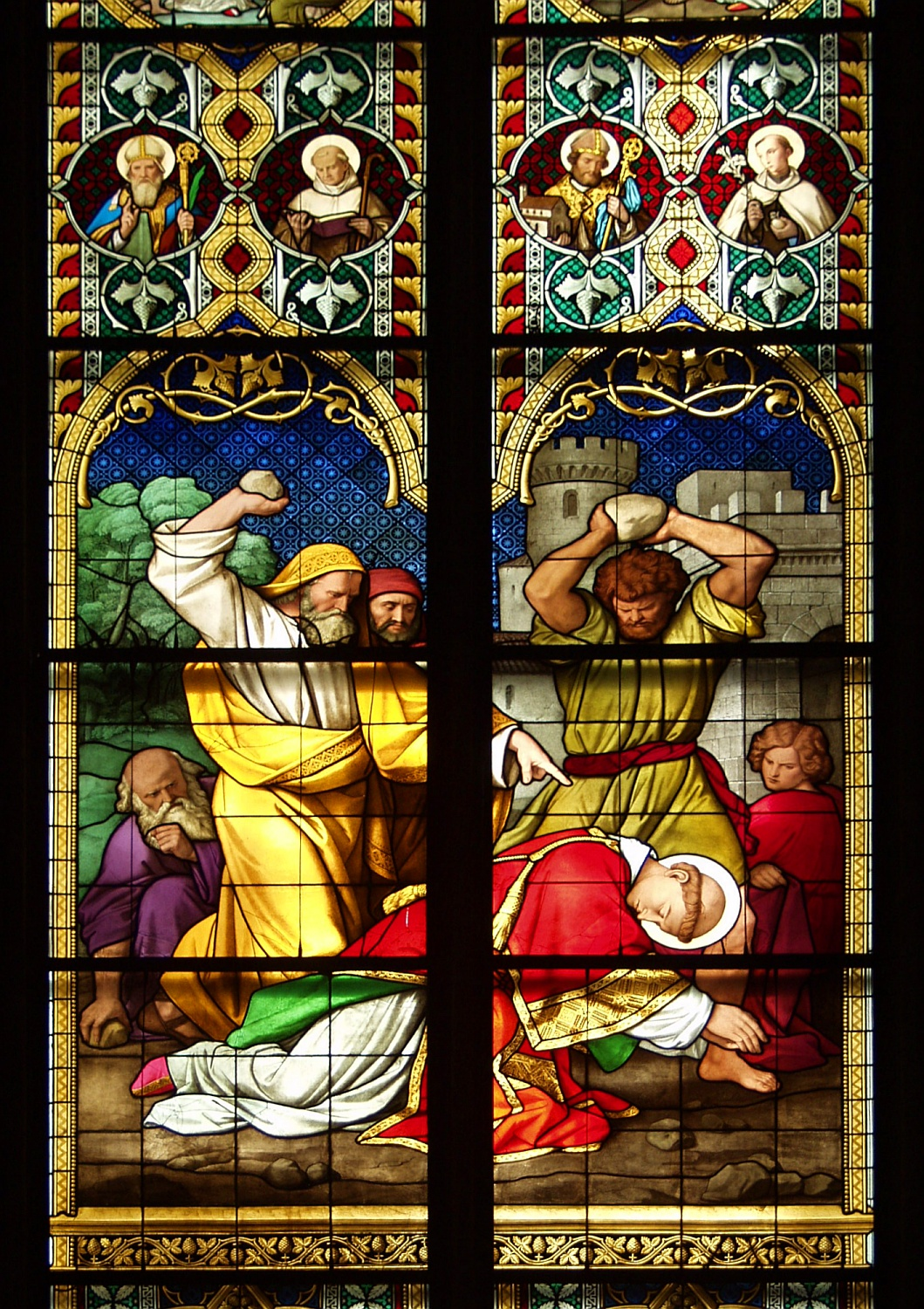
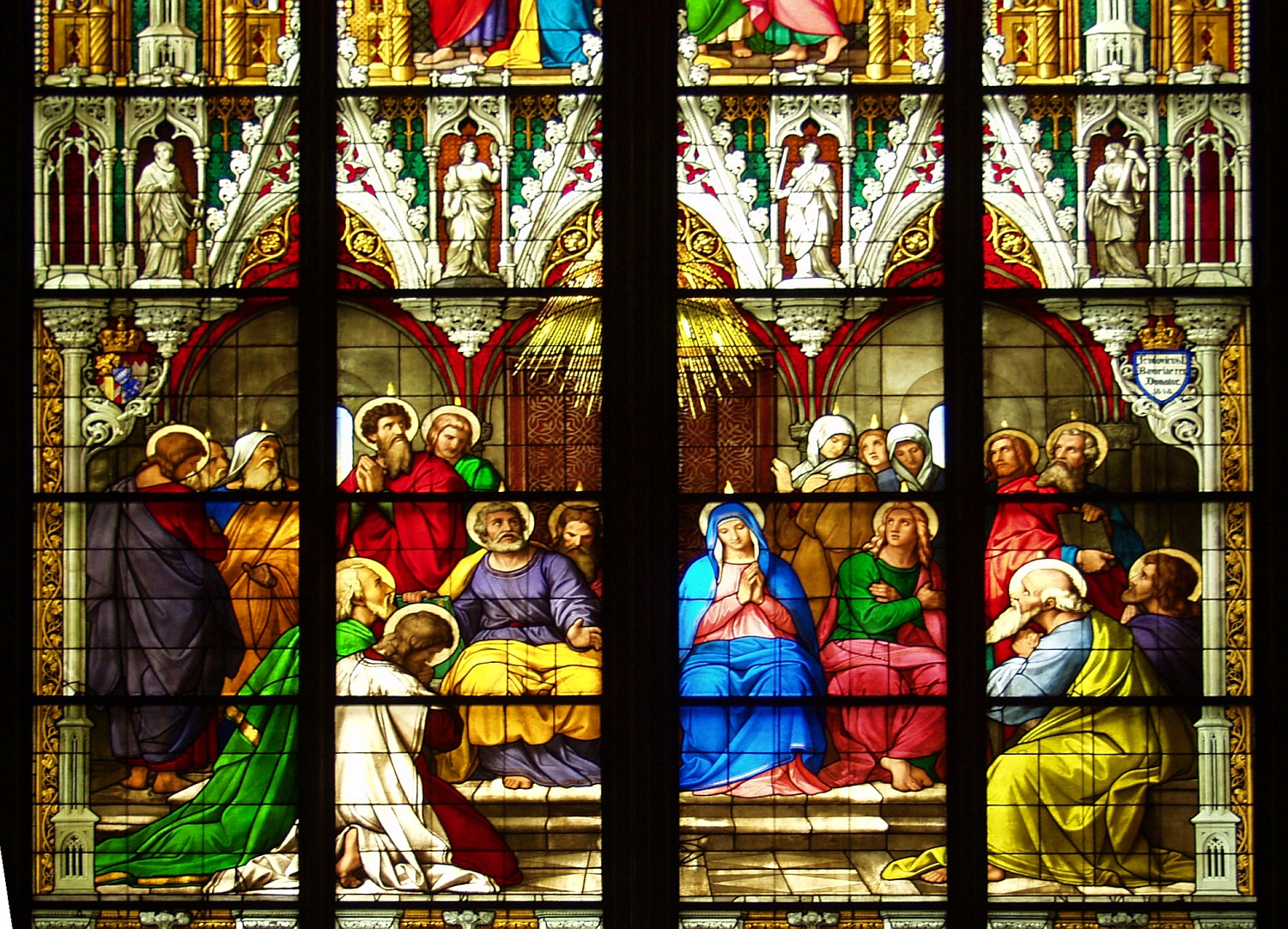
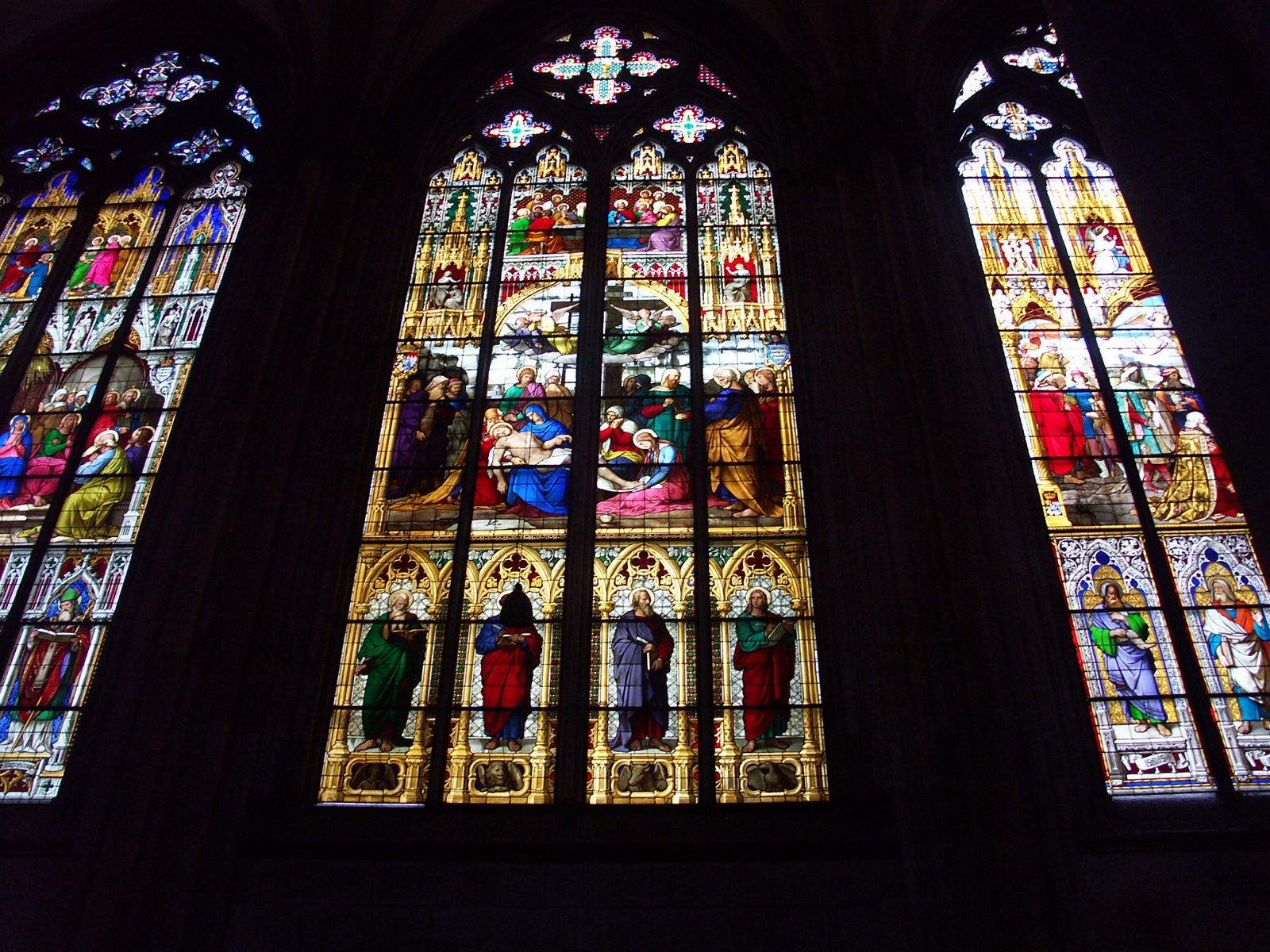

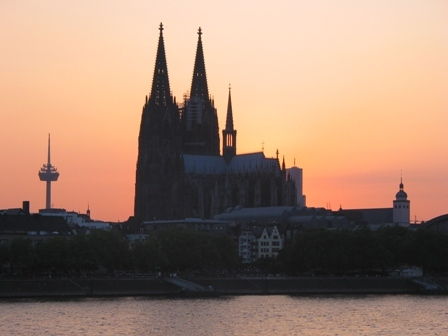
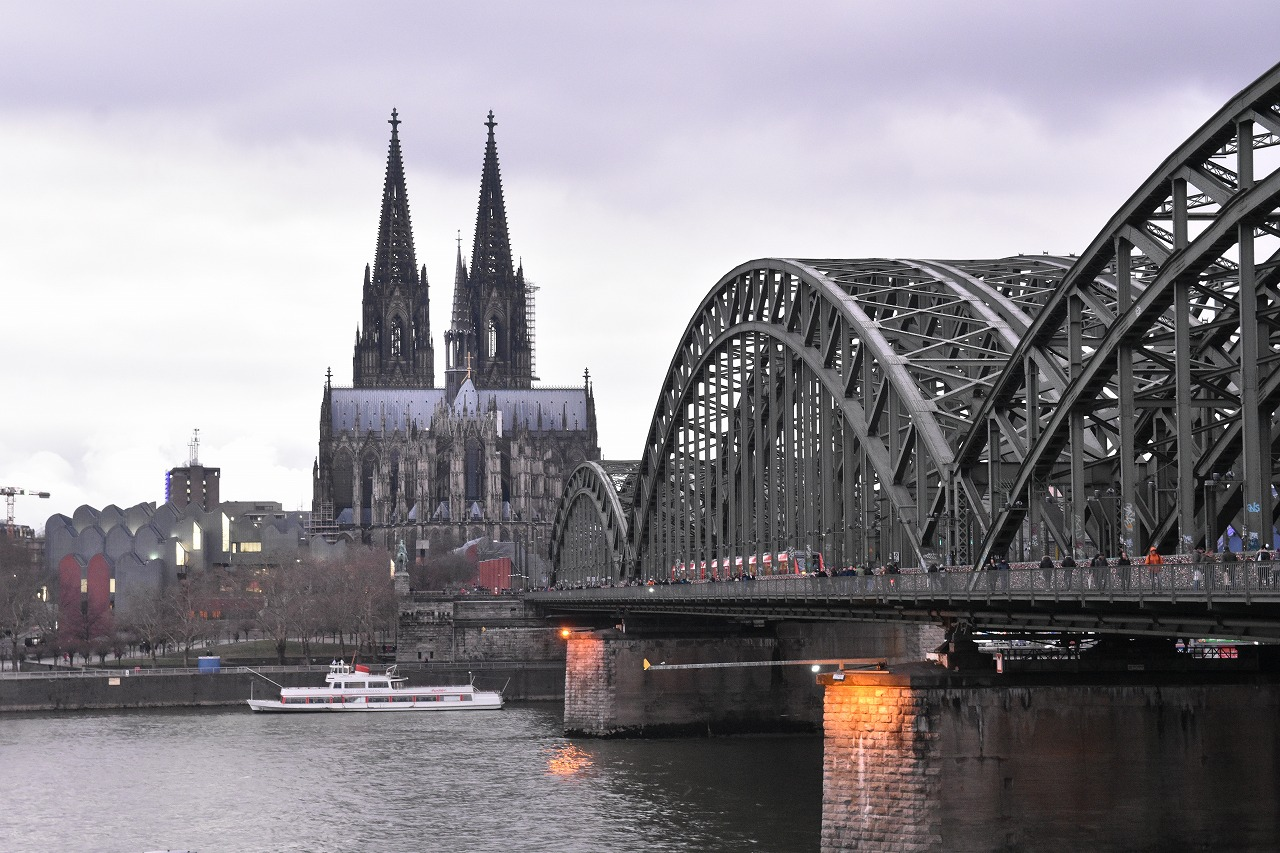
ホーエンツォレルン橋とケルン大聖堂。
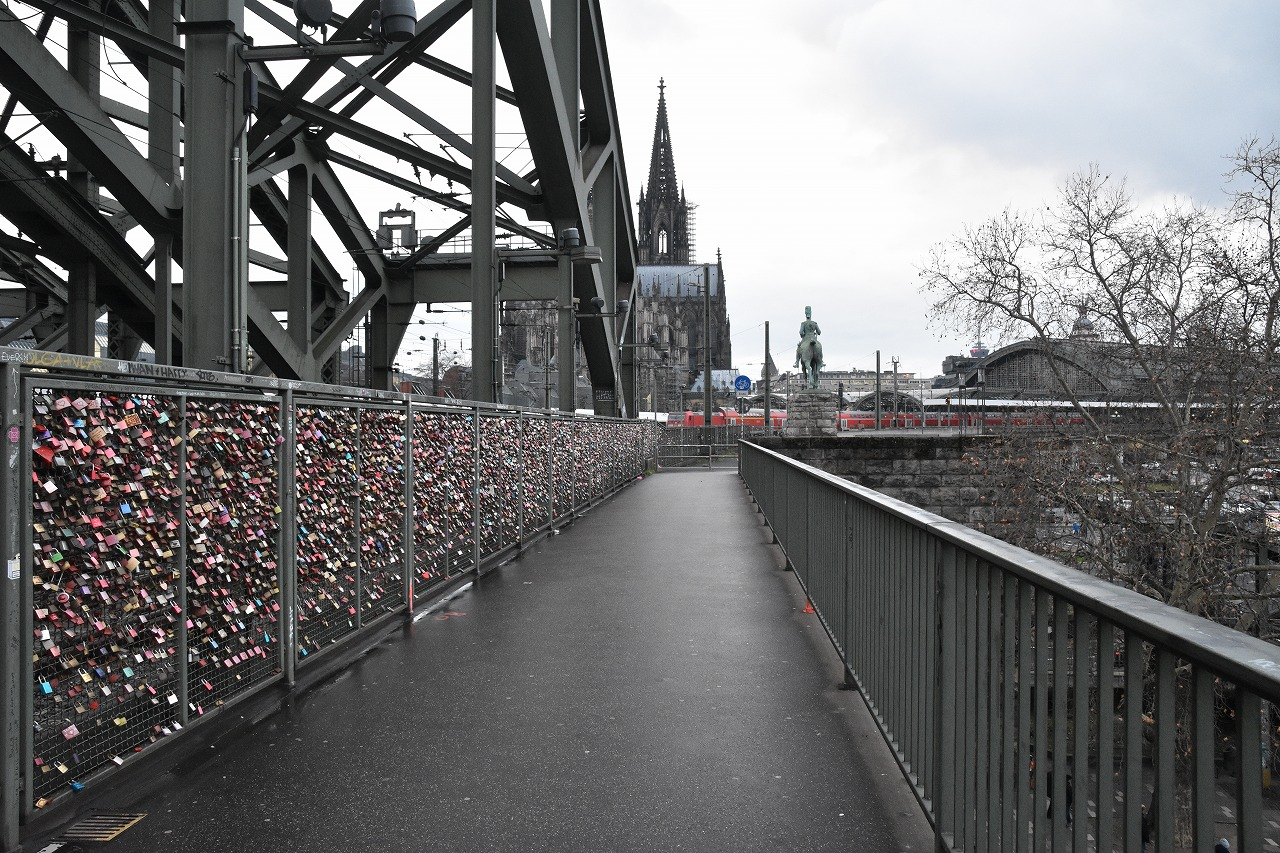
ホーエンツォレルン橋の南京錠。
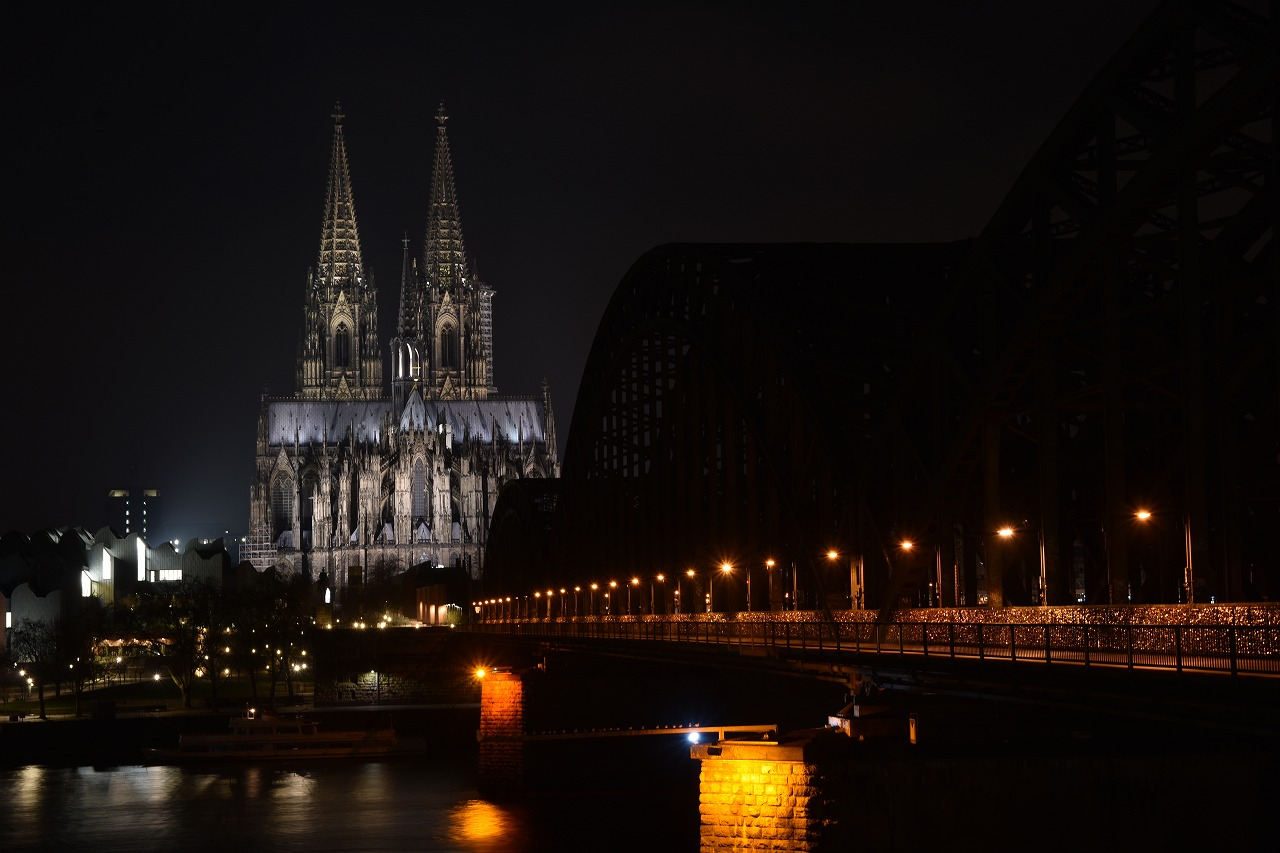

## 関連項目

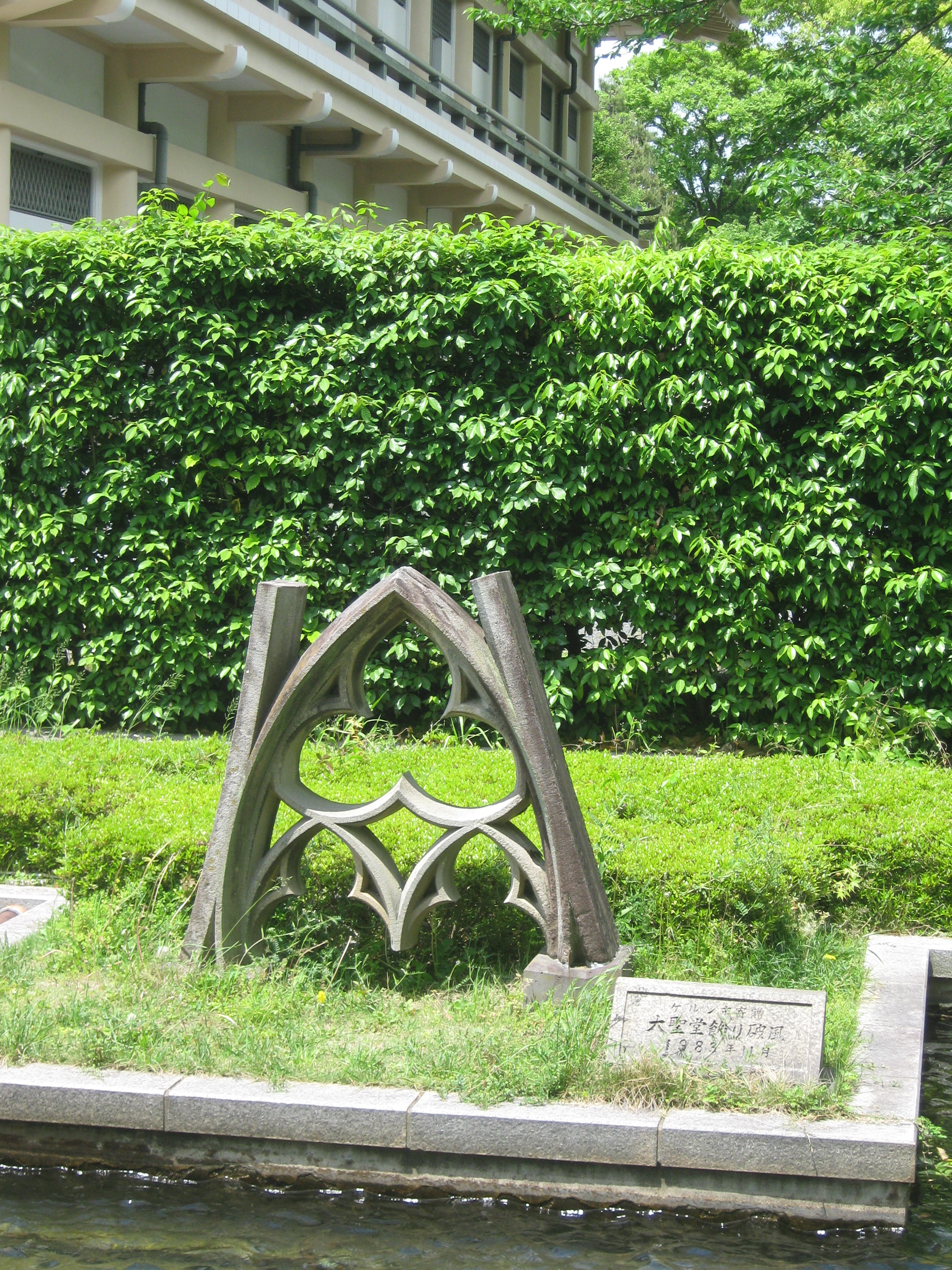
ケルン市の姉妹都市である京都市に寄贈された大聖堂飾り破風（京都市左京区、岡崎公園）